# 2. Feldhockey-Bundesliga 2013/14 (Damen)
Die Saison 2013/14 der 2. Bundesliga Damen startete am 14. September 2013 und endete am 1. Juni 2014.
In dieser Saison steigen in jeder Gruppe zwei Mannschaften ab, da die Absteiger aus der 1. Bundesliga (Eintracht Frankfurt und Klipper THC) in verschiedene Gruppen absteigen.

## Tabellen
Legende:

| (A) | Absteiger aus der 1. Bundesliga |
| (N) | Aufsteiger aus der Regionalliga |
|     | Aufsteiger in die 1. Bundesliga |
|     | Absteiger in die Regionalliga   |

| Platz | Club                 | Spiele | Tore  | Punkte |
| ----- | -------------------- | ------ | ----- | ------ |
| 1.    | Düsseldorfer HC      | 14     | 72:14 | 38     |
| 2.    | Uhlenhorst Mülheim   | 14     | 63:11 | 35     |
| 3.    | Großflottbeker THGC  | 14     | 26:21 | 22     |
| 4.    | DHC Hannover         | 14     | 30:28 | 20     |
| 5.    | TG Heimfeld          | 14     | 26:39 | 19     |
| 6.    | Bonner THV (N)       | 14     | 15:39 | 12     |
| 7.    | ETuF Essen           | 14     | 24:33 | 10     |
| 8.    | Marienthaler THC (N) | 14     | 9:80  | 4      |

| Platz | Club                     | Spiele | Tore  | Punkte |
| ----- | ------------------------ | ------ | ----- | ------ |
| 1.    | TSV Mannheim (A)         | 14     | 66:10 | 40     |
| 2.    | TUS Lichterfelde (A)     | 14     | 58:16 | 34     |
| 3.    | SC Charlottenburg        | 14     | 31:27 | 21     |
| 4.    | Nürnberger HTC (N)       | 14     | 33:25 | 20     |
| 5.    | Zehlendorfer Wespen      | 14     | 26:29 | 19     |
| 6.    | SC Frankfurt 1880        | 14     | 20:34 | 18     |
| 7.    | HC Wacker München        | 14     | 14:54 | 5      |
| 8.    | TC Blau-Weiss Berlin (N) | 14     | 7:60  | 2      |

## Auf- und Abstieg
In der Saison 2014/15 werden als Absteiger aus der Bundesliga Eintracht Frankfurt in die Gruppe Süd und Klipper THC in die Gruppe Nord absteigen.

Die Aufsteiger aus den Regionalligen sind in die Gruppe Nord Blau-Weiß Köln und Hannover 78 sowie in die Gruppe Süd der HTC Stuttgarter Kickers und der ATV Leipzig.